# Associazione Calcio Venezia 1945-1946
Questa voce raccoglie le informazioni riguardanti il Associazione Calcio Venezia nelle competizioni ufficiali della stagione 1945-1946.

## Stagione
Per la Divisione Nazionale 1945-1946 fu incluso nel campionato Alta Italia. Il club chiuse al 13º (penultimo) posto.

## Rosa
| N. |                   | Ruolo | Calciatore         |
| -- | ----------------- | ----- | ------------------ |
|    | Italia (bandiera) | P     | Giuseppe Eberle    |
|    | Italia (bandiera) | P     | Giorgio Fioravanti |
|    | Italia (bandiera) | D     | Silvio Di Gennaro  |
|    | Italia (bandiera) | D     | Dante Paolini      |
|    | Italia (bandiera) | D     | Edoardo Veneri     |
|    | Italia (bandiera) | C     | Felice Arienti     |
|    | Italia (bandiera) | C     | Francesco Lamberti |
|    | Italia (bandiera) | C     | Livio Linzi        |
|    | Italia (bandiera) | C     | Renato Pes         |
|    | Italia (bandiera) | C     | Claudio Zaro       |

| N. |                             | Ruolo | Calciatore            |
| -- | --------------------------- | ----- | --------------------- |
|    | Uruguay (bandiera)          | A     | Juan Agostino Alberti |
|    | Unione Sovietica (bandiera) | A     | Pavel Grabarev        |
|    | Italia (bandiera)           | A     | Bruno Novello         |
|    | Italia (bandiera)           | A     | Valeriano Ottino      |
|    | Italia (bandiera)           | A     | Francesco Pernigo     |
|    | Italia (bandiera)           | A     | Giacinto Renosto (I)  |
|    | Italia (bandiera)           | A     | Mario Renosto (II)    |
|    | Italia (bandiera)           | A     | Nevio Scalamera       |
|    | Italia (bandiera)           | A     | Angelo Trentin        |
|    | Italia (bandiera)           | A     | Luigi Zambelli        |

## Statistiche

### Statistiche di squadra
| Competizione                      | Punti | Totale | Totale | Totale | Totale | Totale | Totale |
| Competizione                      | Punti | G      | V      | N      | P      | Gf     | Gs     |
| --------------------------------- | ----- | ------ | ------ | ------ | ------ | ------ | ------ |
| Divisione Nazionale - Alta Italia | 17    | 26     | 4      | 9      | 13     | 19     | 37     |
| Totale                            | 17    | 26     | 4      | 9      | 13     | 19     | 37     |